# Joseph Habersham

Joseph Habersham

Joseph Habersham (* 28. Juli 1751 in Savannah, Province of Georgia; † 17. November 1815) war ein US-amerikanischer Geschäftsmann, Delegierter zum Kontinentalkongress, Soldat in der Kontinentalarmee und Postminister der Vereinigten Staaten.

## Werdegang
Joseph Habersham wurde in Savannah geboren. Er besuchte eine Privatschule sowie das Princeton College und wurde erfolgreicher Kaufmann und Pflanzer. Habersham war Mitglied des Sicherheitsrates und von Georgias Provinzialrat 1775. Des Weiteren war er Major eines Bataillons der Miliz von Georgia und später Colonel in der Kontinentalarmee.
1785 nahm Habersham ebenso wie sein jüngerer Bruder John als Delegierter seines Staates am Kontinentalkongress teil; drei Jahre später gehörte er der Versammlung an, die für Georgia die Verfassung der Vereinigten Staaten ratifizierte. Von 1792 bis 1793 war er Bürgermeister von Savannah. Danach wurde er 1795 Postminister im Kabinett von Präsident George Washington. Er bekleidete dieses Amt bis zum Beginn der Regierungszeit von Thomas Jefferson 1801. Danach fungierte er von 1802 bis zu seinem Tod im November 1815 als Präsident der Filiale der Bank of the United States in Savannah.

## Vermächtnis
Das Habersham County im Nordosten Georgias, gegründet 1818, ist zu Habershams Ehren nach ihm benannt worden, ebenso zahlreiche Plätze und Straßen im ganzen Staat. Sein Neffe Richard wurde ebenfalls Politiker und saß von 1839 bis 1842 für Georgia im Repräsentantenhaus der Vereinigten Staaten.